# Anderson Nocetti
Anderson Nocetti (ur. 5 marca 1974 we Florianópolis) – brazylijski wioślarz, reprezentant Brazylii w wioślarskiej jedynce podczas Letnich Igrzysk Olimpijskich w Pekinie.

## Osiągnięcia
- Mistrzostwa Świata – Aiguebelette-le-Lac 1997 – czwórka podwójna – 16. miejsce[1].
- Mistrzostwa Świata – Kolonia 1998 – dwójka podwójna – 16. miejsce[1].
- Mistrzostwa Świata – St. Catharines 1999 – dwójka podwójna – 15. miejsce[1].
- Igrzyska Olimpijskie – Sydney 2000 – jedynka – 14. miejsce[1].
- Mistrzostwa Świata – Lucerna 2001 – dwójka podwójna – 5. miejsce[1].
- Mistrzostwa Świata – Sewilla 2002 – dwójka podwójna – 9. miejsce[1].
- Mistrzostwa Świata – Mediolan 2003 – dwójka podwójna – 22. miejsce[1].
- Igrzyska Olimpijskie – Ateny 2004 – jedynka – 13. miejsce[1][2].
- Igrzyska Olimpijskie – Pekin 2008 – jedynka – 14. miejsce[1][2].